# Notophyson praxila
Notophyson praxila är en fjärilsart som beskrevs av Druce 1895. Notophyson praxila ingår i släktet Notophyson och familjen björnspinnare. Inga underarter finns listade i Catalogue of Life.